# Fireworks (chanson de Purple Disco Machine)
Pour les articles homonymes, voir Fireworks.
Singles par Purple Disco Machine
Exotica
(2020) Playbox
(2021)
Singles par Moss Kena
Let's Get Naked
(2020)
Singles par The Knocks
All About You
(2020) R U High
(2021)
Clip vidéo
[vidéo] « Fireworks », sur YouTube
Fireworks est une chanson du disc jockey allemand Purple Disco Machine avec la participation du chanteur britannique Moss Kena et du groupe américain The Knocks. Elle est sortie le 19 février 2021 sous les labels Sweat It Out! et Columbia Records en tant que troisième single du deuxième album studio de Purple Disco Machine, Exotica,,.

## Composition
Fireworks est une chanson composée en do dièse mineur avec un tempo de 118 battements par minute.

## Sortie et promotion
Fireworks sort en single le 19 février 2021 et fait suite au succès commercial du single Hypnotized,. Purple Disco Machine a auparavant déjà annoncé que son deuxième album, intitulé Exotica, sortira en 2021 et inclura Fireworks,.

## Crédits
Crédits provenant de Tidal.
- Purple Disco Machine (Tino Schmidt) – écriture, composition, interprète associé
- Moss Kena – écriture, composition, interprète associé
- James Patterson (The Knocks) – écriture, composition, interprète associé
- Benjamin Ruttner (The Knocks) – écriture, composition, interprète associé
- Paul Harris – écriture, composition
- Amir Saleem – écriture, composition
- Monte – ingénieur de mixage

## Liste des pistes
| 1. | Fireworks | 3:20 |

| A. | Fireworks                |  |
| B. | Fireworks (Instrumental) |  |

## Classements et certifications

### Classements hebdomadaires
| Classement (2021)                       | Meilleure position |
| --------------------------------------- | ------------------ |
| Allemagne (GfK Entertainment)           | 32                 |
| Allemagne (GfK Top 20 Dance)            | 10                 |
| Allemagne (GfK Deutsche Airplay)        | 1                  |
| Australie (ARIA Club Tracks)            | 3                  |
| Autriche (Ö3 Austria Top 40)            | 34                 |
| Belgique (Flandre Ultratop 50 Singles)  | 36                 |
| Belgique (Flandre Ultratop 50 Dance)    | 9                  |
| Belgique (Wallonie Ultratop 50 Singles) | 15                 |
| Belgique (Wallonie Ultratop 50 Airplay) | 13                 |
| Belgique (Wallonie Ultratop 50 Dance)   | 3                  |
| CEI (Tophit)                            | 113                |
| Croatie (HRT)                           | 10                 |
| États-Unis (Hot Dance/Electronic Songs) | 35                 |
| France (SNEP Radio)                     | 40                 |
| Hongrie (Dance Top 40)                  | 23                 |
| Italie (FIMI)                           | 42                 |
| Italie (Dance & Electronic)             | 3                  |
| Italie (Radiomonitor)                   | 1                  |
| Lituanie (Radiomonitor)                 | 2                  |
| Nouvelle-Zélande (RMNZ Hot Singles)     | 16                 |
| Pays-Bas (Nederlandse Tipparade)        | 1                  |
| Pays-Bas (Nationale Airplay)            | 43                 |
| Pays-Bas (Mega Top 30)                  | 21                 |
| Pologne (ZPAV)                          | 5                  |
| Russie (Tophit Radio Top 100)           | 87                 |
| Suisse (Schweizer Hitparade)            | 90                 |

### Certifications
| Pays                                                                       | Certification | Ventes certifiées |
| -------------------------------------------------------------------------- | ------------- | ----------------- |
| Italie (FIMI)                                                              | Or            | 35 000‡           |
| xNon précisé par la certification ‡ventes/streaming selon la certification |               |                   |

## Historique de sortie
| Région    | Date            | Format                                 | Label(s)     | Réf.   |
| --------- | --------------- | -------------------------------------- | ------------ | ------ |
| Divers    | 19 février 2021 | - Téléchargement - streaming           | Columbia     | [ 1 ]  |
| Italie    | 19 février 2021 | Diffusion radio (succès contemporains) | Sony         | [ 35 ] |
| Australie | 24 février 2021 | 45 tours                               | Sweat It Out | [ 8 ]  |